# Данді (область)
Данді́ (місто Данді, англ. Dundee-City) — область у складі Шотландії. Розташована на північному сході країни. Адміністративний центр — Данді.

## Найбільші міста
Міста з населенням понад 1 тисячу осіб:
| № | Місто | Населення, осіб (2006) |
| - | ----- | ---------------------- |
| 1 | Данді | 141 930                |